# Weberocereus tonduzii
Weberocereus tonduzii är en kaktusväxtart som först beskrevs av Frédéric Albert Constantin Weber, och fick sitt nu gällande namn av Gordon Douglas Rowley. Weberocereus tonduzii ingår i släktet Weberocereus och familjen kaktusväxter. Inga underarter finns listade i Catalogue of Life.

## Bildgalleri

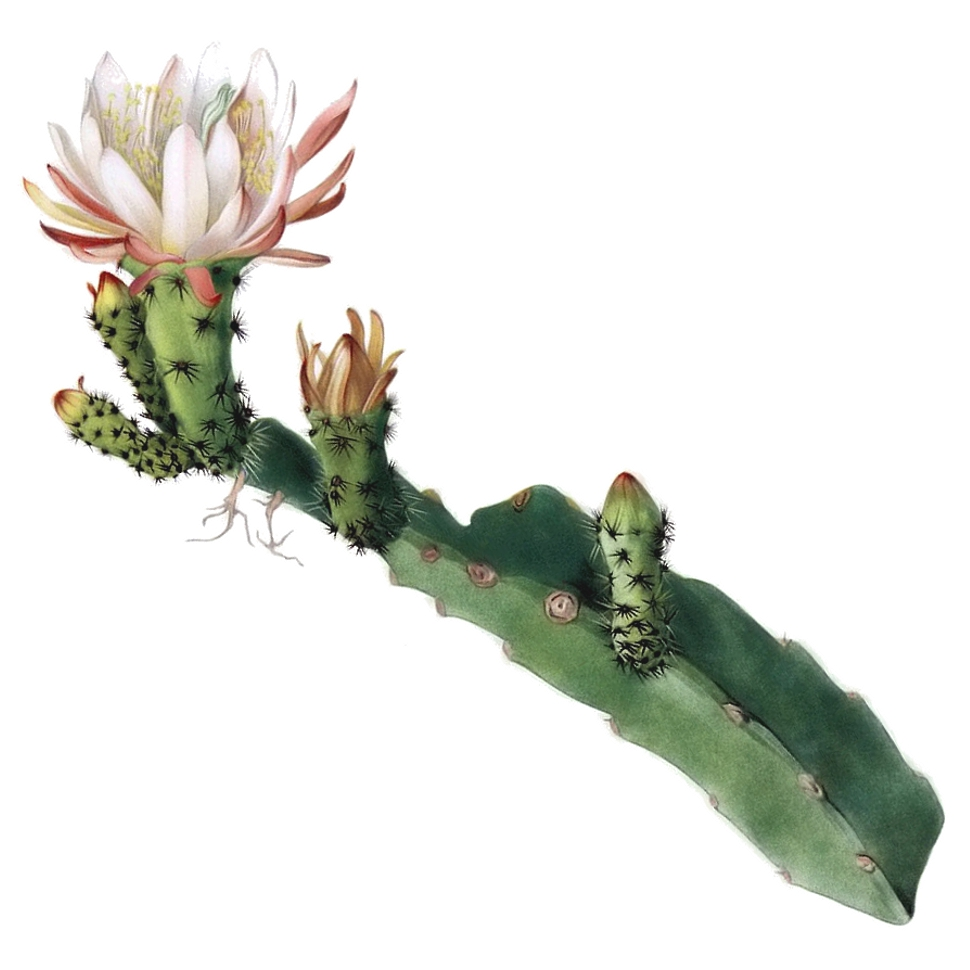
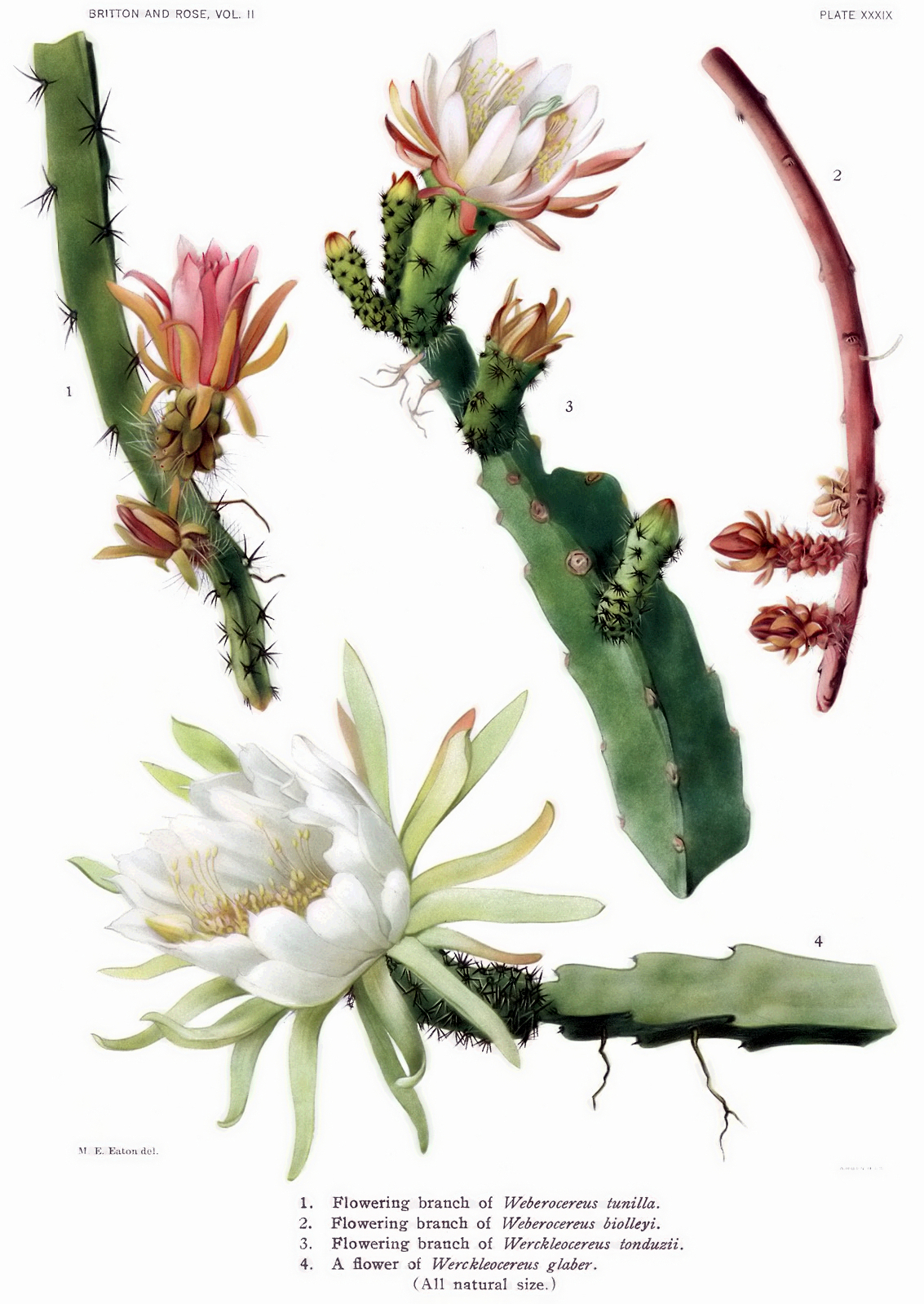
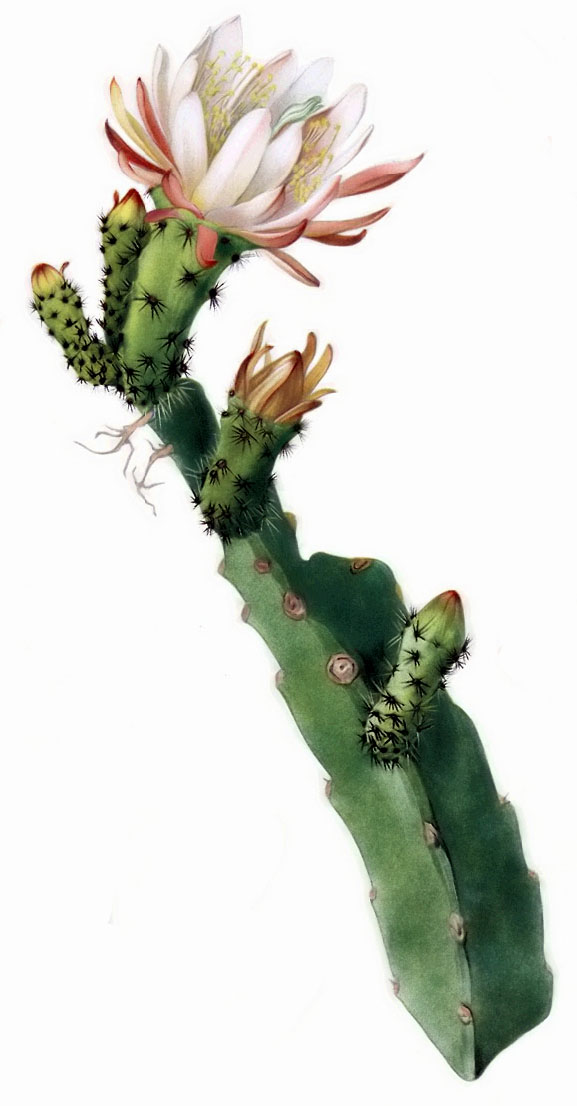